# Modern Times (Bob Dylan)
Modern Times è il trentaduesimo album in studio di Bob Dylan, pubblicato dalla Columbia Records nell'agosto del 2006.

## Il disco
L'album prosegue la tendenza verso il blues, rockabilly e vecchie ballate che hanno caratterizzato i due album precedenti, Time Out of Mind e "Love and Theft", ed è stato autoprodotto da Dylan con lo pseudonimo di Jack Frost. Insieme al successo, l'album ha suscitato un certo dibattito sull'utilizzo inaccreditato di ritornelli ed arrangiamenti di vecchie canzoni, così come molti versi tratti dalle opere del poeta Henry Timrod.
Modern Times è il primo album di Bob Dylan a raggiungere il primo posto nella classifica statunitense dai tempi di Desire (1976), ed il primo a debuttare al primo posto della Billboard 200, vendendo 192 000 copie nella prima settimana. L'album ha raggiunto la prima posizione in Canada, Australia, Nuova Zelanda, Irlanda, Danimarca, Norvegia e Svizzera, ed ha debuttato al secondo posto in Germania, Austria e Svezia. Nel Regno Unito e nei Paesi Bassi ha raggiunto la terza posizione  ed ha venduto quattro milioni di copie in tutto il mondo. Come i due album in studio precedenti, il libretto non contiene i testi e riporta dei brevi crediti.
L'album è stato premiato con un Grammy Award come miglior album contemporaneo di musica folk/americana, mentre con Someday Baby Dylan si è aggiudicato un Grammy come miglior performance vocale.
L'album si è piazzato ottavo nella classifica dei 100 migliori album degli anni 2000 secondo Rolling Stone.

## Band e produzione
L'album è stato registrato con il supporto dei musicisti che accompagnavano Dylan nel Never Ending Tour in quel periodo, tra cui Tony Garnier (basso), George G Receli (batteria), Stu Kimball e Denny Freeman (chitarre), ed in aggiunta il polistrumentista Donnie Herron.
Le prime prove si tennero tra la fine di gennaio e l'inizio di febbraio del 2006 alla Bardavon 1869 Opera House a Poughkeepsie, New York. Le registrazioni dell'album iniziarono qualche giorno dopo le prove e si tennero ai Clinton Studios di Manhattan e durarono circa tre settimane. L'album è stato registrato in digitale.
Mentre è stata commercializzata come il terzo capitolo di una trilogia iniziata nel 1997 con Time Out of Mind, Dylan stesso respinse la notizia. In un'intervista a Rolling Stone dichiarò: «posso pensare più a "Love and Theft" come l'inizio di una trilogia, se ci sarà una trilogia».

## Tracce
Testi e musiche di Bob Dylan.
1. Thunder on the Mountain – 5:55
2. Spirit on the Water – 7:42
3. Rollin' and Tumblin' – 6:01
4. When the Deal Goes Down – 5:04
5. Someday Baby – 4:55
6. Workingman's Blues #2 – 6:07
7. Beyond the Horizon – 5:36
8. Nettie Moore – 6:52
9. The Levee's Gonna Break – 5:43
10. Ain't Talkin' – 8:48